# Andrzej Jasiuk

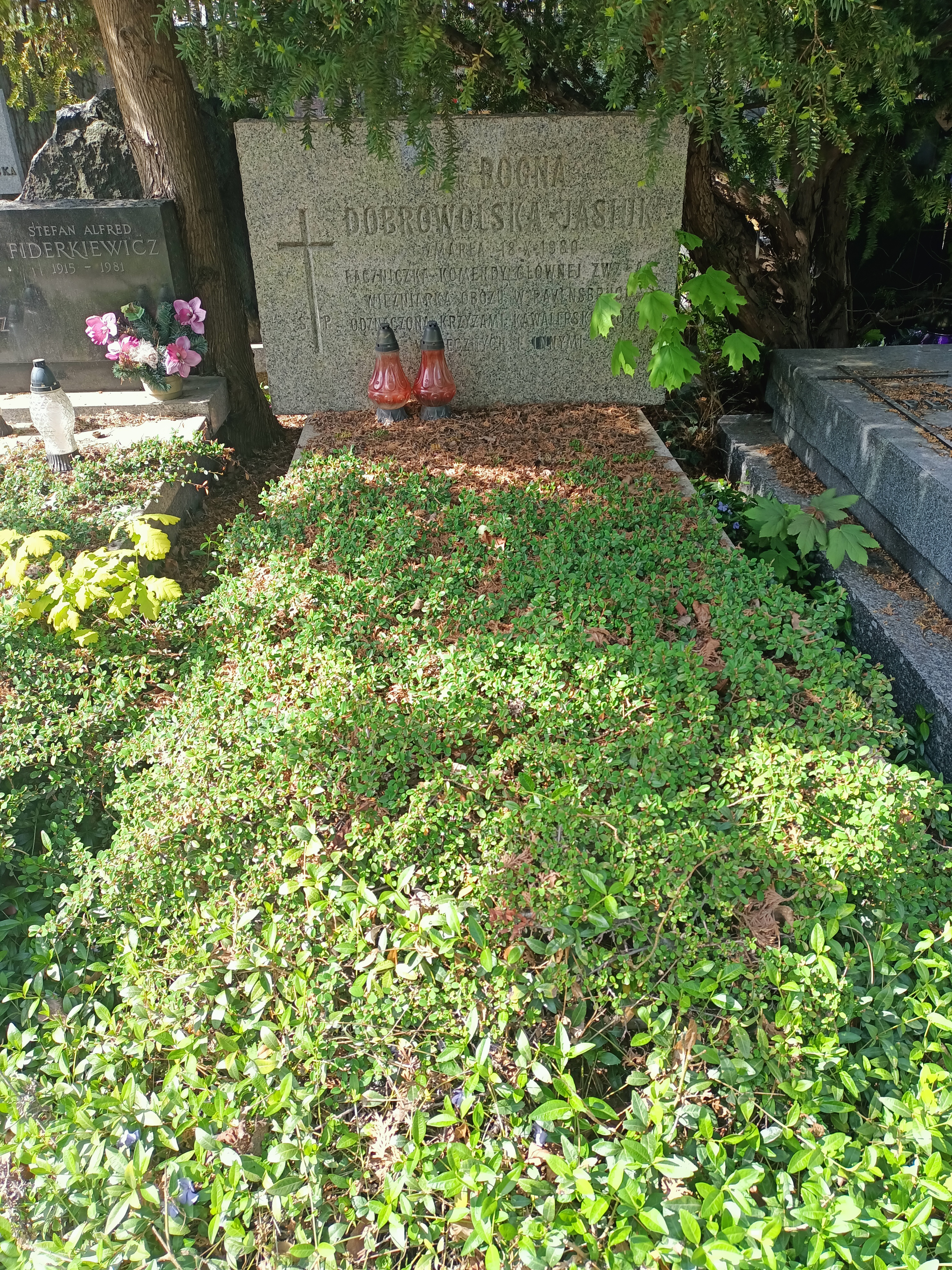
Grób Andrzeja Jasiuka na Cmentarzu Wojskowym na Powązkach

Andrzej Jasiuk (ur. 17 listopada 1908 w Puławach, zm. 19 lutego 1995 w Warszawie) – polski urzędnik państwowy, poseł na Sejm Ustawodawczy (1947–1952).

## Życiorys
W 1933 ukończył studia na Wydziale Matematyczno-Przyrodniczym Uniwersytetu Warszawskiego. Od 1931 pracował w Polskich Kolejach Państwowych, w latach 1936-1939 i ponownie od kwietnia 1945 w Ministerstwie Komunikacji. Był wicedyrektorem Okręgu PKP w Krakowie i dyrektorem Okręgu PKP w Olsztynie. Od 1951 pracował w Głównym Urzędzie Statystyczny, tam od 1955 do przejścia na emeryturę w 1974 kierował Departamentem Transportu i Łączności
Był członkiem Związku Niezależnej Młodzieży Socjalistycznej, od 1926 należał do Polskiej Partii Socjalistycznej. W latach 1947–1952 był posłem na Sejm Ustawodawczy, wybranym z okręgu nr 48 (Myślenice), należał do Związku Parlamentarnego Polskich Socjalistów, po zjednoczeniu PPS z PPR został członkiem PZPR.
Jest pochowany na Cmentarzu Wojskowym na Powązkach.